# Limnocentropus arcuatus
Limnocentropus arcuatus is een schietmot uit de familie Limnocentropodidae. De soort komt voor in het Palearctisch gebied.